# Gaiß-Alpe
Die Gaiß-Alpe (auch Gaißalpe oder Gaißalm) war eine Alm am Fuderheuberg in Bad Reichenhall.
Die Alm wurde 1570 zum ersten Mal urkundlich erwähnt und befand sich auf der Südseite des Fuderheubergs unterhalb des Gipfelgrats auf einer Höhe von 1200 m ü. NN. Nach mehreren Besitzerwechseln verkaufte der Hofwirt in St. Zeno die Alm 1622 an das Stift St. Zeno, in dessen Besitz sie bis zur Säkularisation 1803 verblieb. Die Alm wurde schon im 19. Jahrhundert aufgelassen. Die Almweide ist inzwischen völlig zugewachsen, von den ehemaligen Gebäuden sind keine Spuren mehr vorhanden.
Wie es der Name vermuten lässt, wurden auf der Alm Geißen gehalten. Die Gaiß-Alpe war – wie auch die Kugelbachalm oder die Padinger Alm – ein Lieferant für Ziegenmolke für den Kurbetrieb in Bad Reichenhall und Kirchberg.